# バーツァガーン
バーツァガーン（モンゴル語: Баацагаан、ᠪᠠᠴᠠᠭᠠᠨ ᠰᠤᠮᠤ）はモンゴル国南部のバヤンホンゴル県にあるソム（郡）の一つ。面積は7447km2、人口は3568人（2006年）である。
バーツァガーン郡の中心はバヤンホンゴル県の行政中心地バヤンホンゴルから125km、モンゴル国の首都ウランバートルから625km離れたバヤンサイル村にある。
気候は厳しい大陸性気候である。

## 参照情報
1. ↑  Юрий Кручкин «Монголия. Географическая энциклопедия», Улан-Батор, 2009

座標: 北緯45度33分15秒 東経99度26分08秒 / 北緯45.55417度 東経99.43556度